# ニューサウスウェールズ州議事堂
ニューサウスウェールズ州議事堂（ニューサウスウェールズしゅうぎじどう）は、オーストラリア・ニューサウスウェールズ州の議事堂。州都シドニーの中心業務地区にある。

## 歴史
シドニーの官庁街マッコーリー通りに位置している。議事堂の中核となる建物は1816年築で、シドニー最古の公共建築である。元々はシドニー病院の外科病棟として建設された。
1824年に議会が開設された時、議員の数は5人だったため、会議はニューサウスウェールズ州総督の官邸で行った。1829年、議員数が15人に増えたためシドニー病院の病棟の一画を借りることになった。1843年には議員は36人となり議会の職員も増えたため、建物全体を議事堂として使うことになった。1856年、イギリスのウェストミンスター・システムに基づいた二院制の議会制度が導入された。これに合わせて建物の両端に上院と下院の議場を増築した。1970年代には議事堂の裏（東側）に12階建の新館が建設され、議員、職員の事務室や食堂などが移動した。2002年、議事堂の本館が州の文化遺産に登録された。
本館は議事堂として設計された建物ではないため、ビクトリア州議事堂やクイーンズランド州議事堂と比較すると質素である。このため本格的な議事堂を新築する構想は古くから存在する。過去に着工直前まで行ったこともあるが、反対意見も根強く実現しなかった。

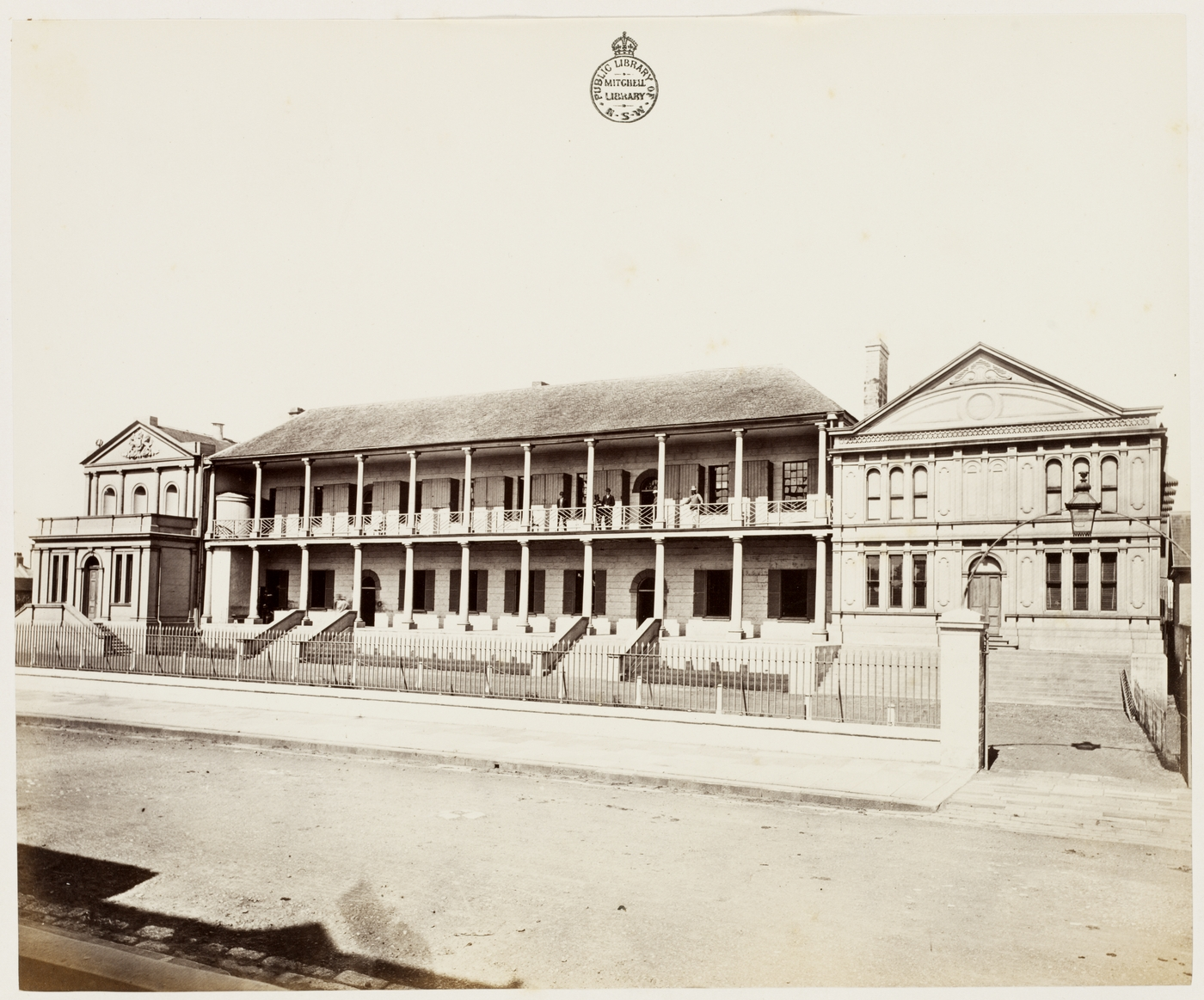
1872年の議事堂
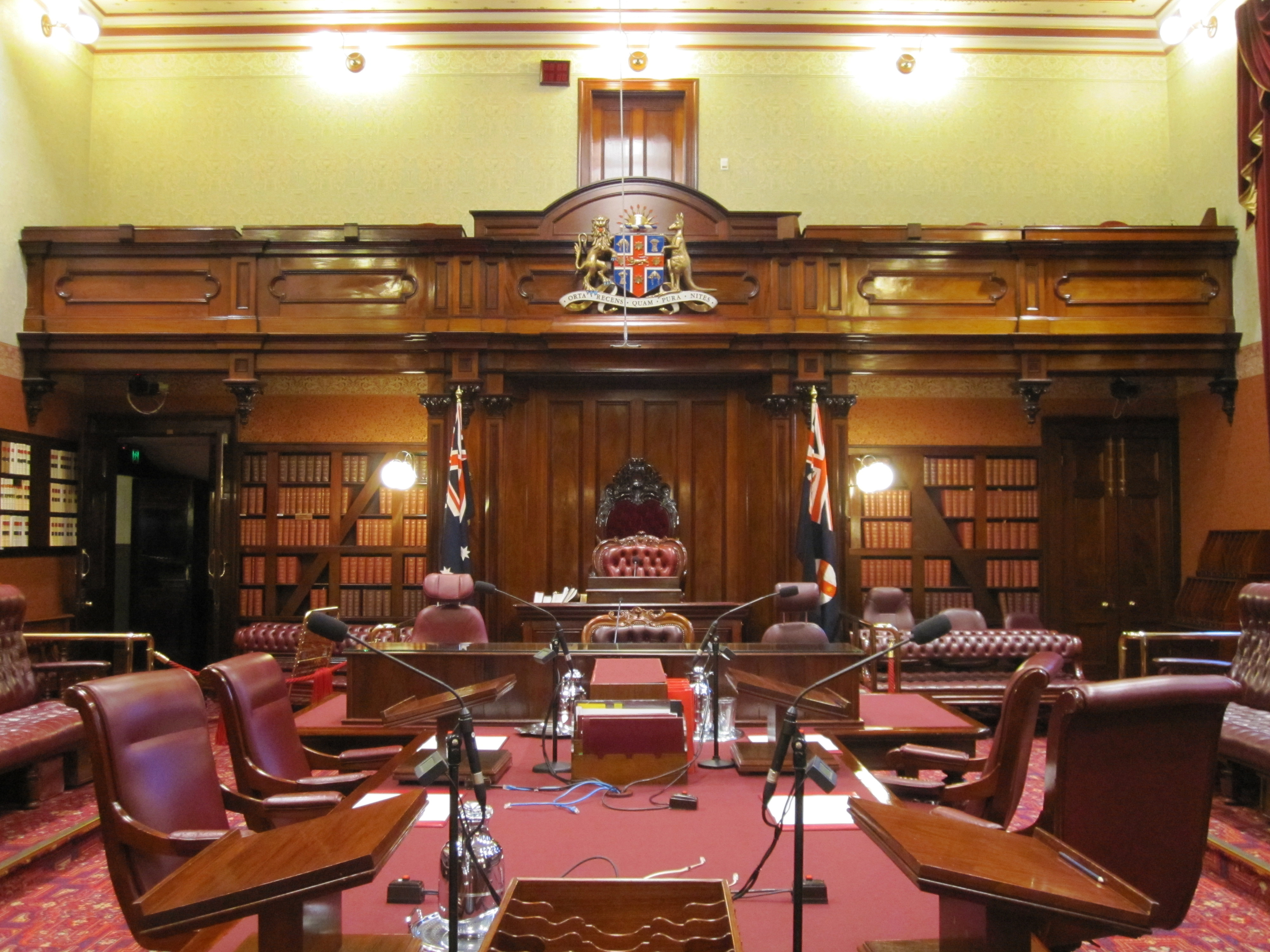
上院議場
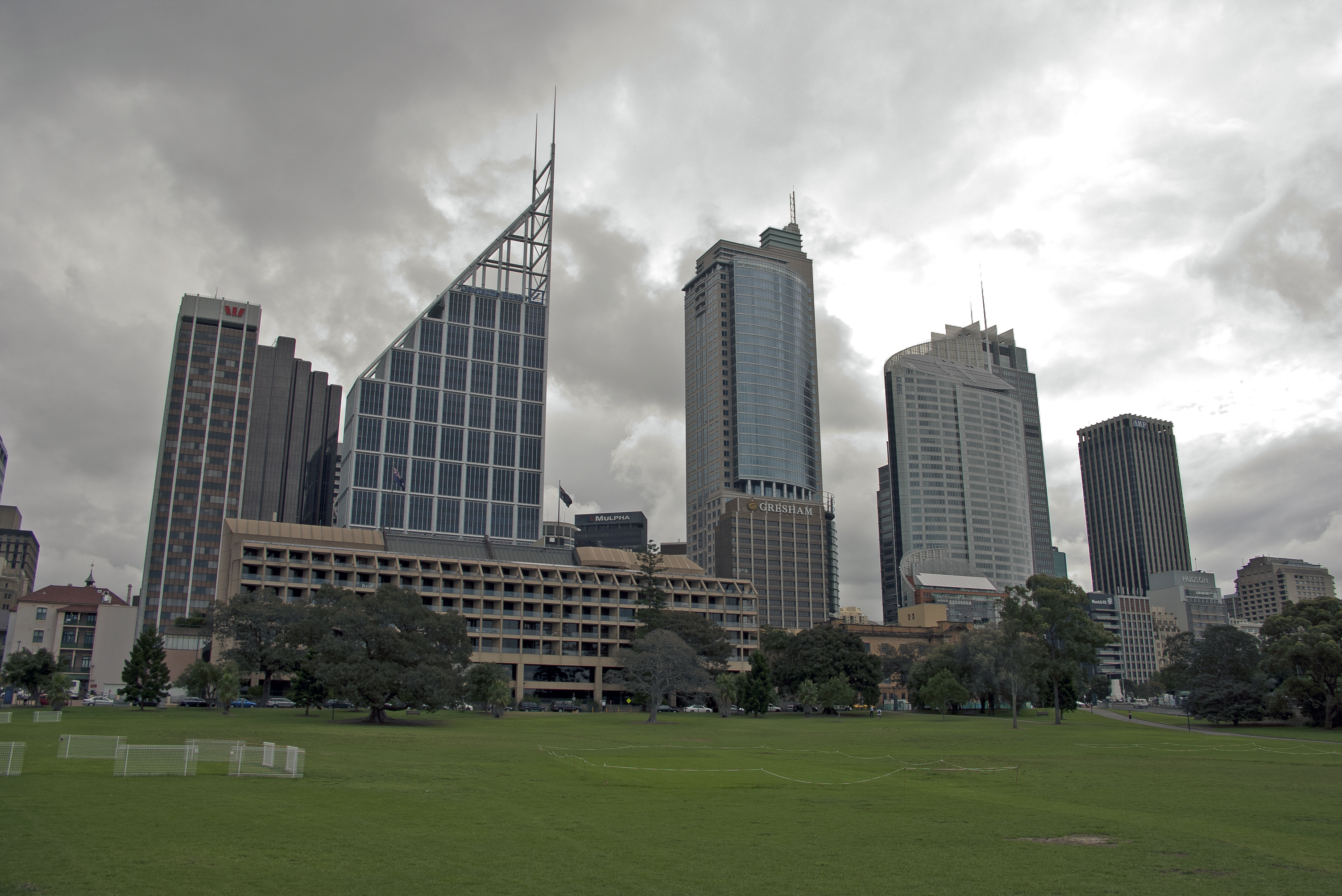
新館（ドメインから）